# Michel Sarran
Pour les articles homonymes, voir Sarran.
Michel Sarran, né le 18 avril 1961 à Nogaro (Gers), est un chef cuisinier français dont le restaurant, qui porte son nom, est étoilé au guide Michelin depuis 1991 et doublement étoilé de 2003 à 2022.
Il est un des jurés de l'émission Top Chef sur M6 de la saison 6 (2015) à la saison 12 (2021).

## Biographie

### Jeunesse et formation
Michel Sarran naît à la maternité de Nogaro, dans le Gers, le 18 avril 1961,. Après Patrick (devenu designer de meubles) et Gilles, Michel est le troisième enfant de Bernard Sarran, agriculteur, et de Pierrette Sarran (née Lanusse), formée dans sa jeunesse en école hôtelière. Il grandit dans la ferme familiale à Saint-Martin-d'Armagnac, ce qui a pu parfois entraîner une confusion sur son lieu de naissance,,,,. Jeune, il se passionne pour la musique et aide son oncle qui est vétérinaire, ce qui le persuade qu'il peut devenir médecin.
Après un bac D, il part à Toulouse et démarre des études de médecine sans grande conviction. Après avoir échoué deux fois à passer en seconde année, le jeune homme passe différents concours (sage femme, infirmier) sans succès.
En 1981, pendant les études de Michel, Pierrette Sarran ouvre une table d'hôtes dans la ferme familiale, transformée en ferme-auberge (l'Auberge du Bergerayre, qui deviendra restaurant en 1988). Michel y travaille un peu comme serveur les weekends pour payer son train de vie étudiant. Après avoir arrêté ses études, il y travaille de façon permanente à partir de l'été 1981, d'abord en salle avant de rejoindre les cuisines, à sa demande.
En 1982, grâce à une connaissance de sa mère, Michel Sarran part travailler à La Main à la Pâte, un restaurant italien à Paris. À cette époque, Michel Sarran n'a encore aucune notion de gastronomie, ni réellement de vocation, et réalise ce métier uniquement pour être autonome financièrement.
En 2014, à 53 ans il passe son brevet de pilote d’avion, décrivant sa passion de l’univers de l’aviation comme « à la fois l’évasion et la rigueur », et devient même parrain de Airexpo.

### L'apprentissage de la gastronomie
À ce moment, lors d'un dîner de Bernard et Pierrette Sarran à La Terrasse de l’Hôtel Juana de Juan-les-Pins, la mère de Michel Sarran aborde le jeune (27 ans) et talentueux chef Alain Ducasse et le persuade de recruter son fils.
Alain Ducasse contacte Michel Sarran à Paris et l'envoie d'abord pendant un an se former au restaurant de Bacon (une étoile Michelin) au Cap d'Antibes. Michel Sarran y découvre la culture gastronomique et s'y forme aux techniques de base, à la cuisine méditerranéenne et à la cuisine de poisson. Alain Ducasse l'envoie ensuite faire un stage en pâtisserie chez Lenôtre. En 1984, Michel Sarran rejoint le chef Ducasse au Juana (où il vient de recevoir sa seconde étoile Michelin) en tant que «commis entremétier». Là, Sarran apprend le métier dans la difficulté. Mais c'est également à cette période qu'il découvre ce que représente la cuisine et qu'il réalise qu'il peut y trouver un moyen d'expression pour s'exprimer et raconter des histoires.
Alain Ducasse l'incite à lire pour combler son retard théorique et l'emmène avec lui pour ouvrir le restaurant de l'hôtel Byblos des Neiges de Courchevel, mais Michel Sarran ne se plaît pas dans l'ambiance de montagne. Après lui avoir proposé de le placer chez Alain Chapel, Alain Ducasse oriente finalement Michel Sarran vers sa région d'origine chez Michel Guérard.
En 1985, Michel Sarran part donc travailler aux Prés d'Eugénie, à Eugénie-les-Bains chez Michel Guérard, qui a une grande influence sur lui. Michel Sarran le considère comme son mentor en cuisine. Il y reste deux ans, d'abord comme commis puis comme chef saucier rôtisseur.
Michel Sarran devient en 1987 second de cuisine de Michel et Jean-Michel Lorain à la Côte Saint-Jacques à Joigny, où il apprend la cuisine bourguignonne et lyonnaise mais aussi à manager des équipes.

### Chef cuisinier

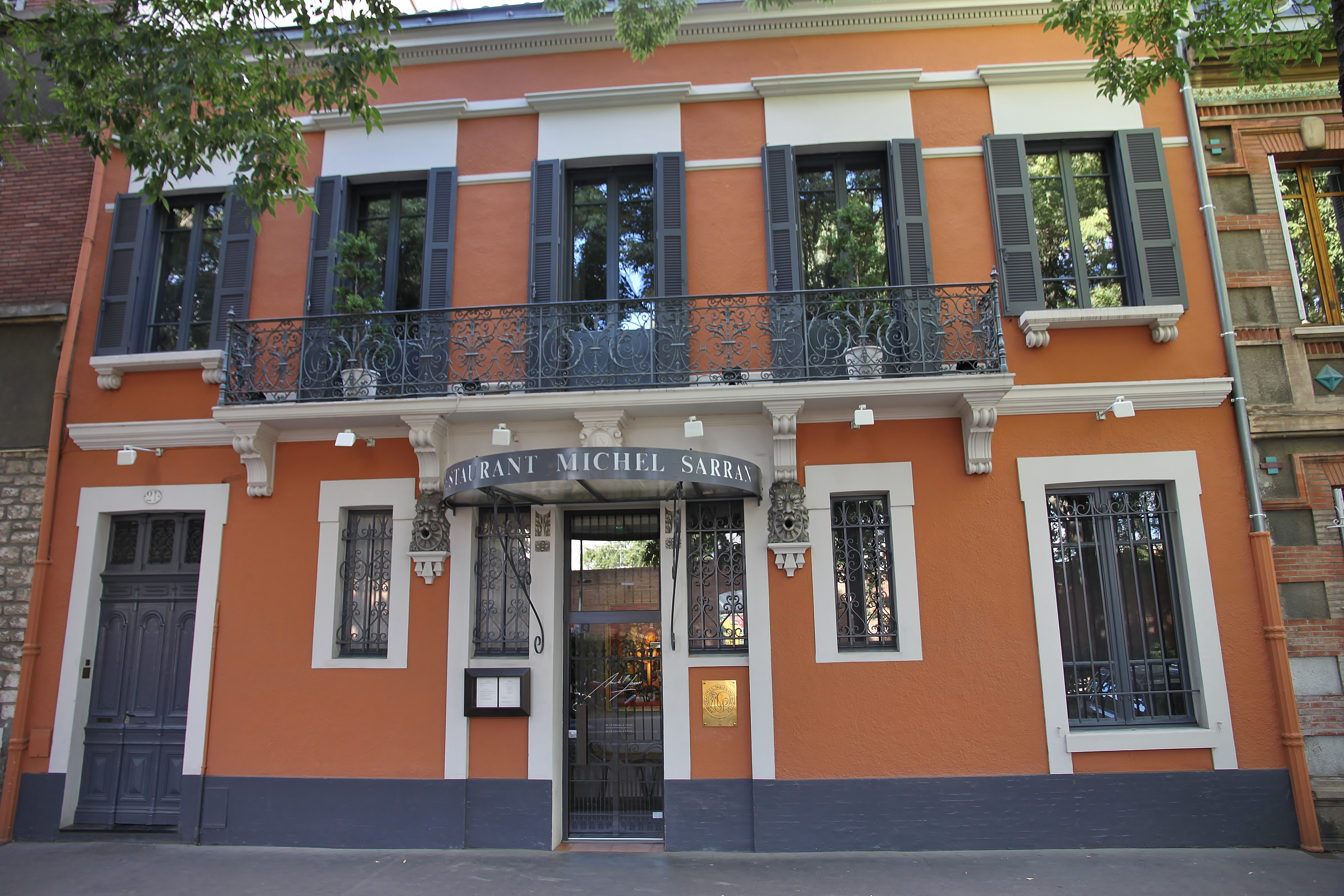
Le restaurant de Michel Sarran à Toulouse, 21 boulevard Armand Duportal

En 1989, Michel Sarran devient chef cuisinier de la Résidence de la Pinède à Saint-Tropez mais n'y reste qu'un an et se fait renvoyer pour incompatibilité d'humeur avec le propriétaire Jean-Claude Delion. Il enchaîne avec une nouvelle place de chef au Mas du Langoustier à Porquerolles où il reste de 1990 à 1994. En 1991, à trente ans, il y décroche une étoile Michelin,, malgré les grosses cadences de l'établissement où il sert entre 300 et 400 couverts par jour.
En juin 1995, il ouvre le restaurant portant son nom dans un hôtel particulier boulevard Armand-Duportal à Toulouse, avec succès. L'établissement obtient une première étoile au guide Michelin en 1996 et une deuxième étoile en 2003,. Michel Sarran y dirige 28 salariés avec son épouse Françoise. Le couple a deux filles, Emma et Camille.
En 2023, le restaurant perd sa deuxième étoile.

### Diversification
Michel Sarran diversifie son activité en réalisant du conseil pour le restaurant VIP Airbus Industrie (en 2000), la Brasserie du stade Toulousain (2002), le restaurant de la Fédération Nationale des Travaux Publics à Paris, Newrest (2003) et le Groupe Elior (2008).
Il cogère le Café Emma (nom de sa fille aînée) à Barcelone à partir de 2011,.
En 2018, le chef obtient la concession pour sept ans du restaurant du dernier étage des Galeries Lafayette à Toulouse, Ma Biche sur le Toit, dont il signe la carte. Durant la même année, il devient ambassadeur pour Maserati.
En 2021, il lance la chaîne de restaurants "Croq'Michel", présente à Paris et à Toulouse et spécialisée dans le croque-monsieur. Il ferme les restaurants de la chaîne en août 2023,.

### Personnalité de la télévision
En 2014, Michel Sarran participe à l'émission Cuisine sauvage sur France 5.
Il fait partie du jury de l'émission Top Chef sur M6 à partir de la saison 6, tournée en 2014 et diffusée en 2015. À partir de la saison 8, diffusée en 2017, il coache la brigade jaune dont fait partie le vainqueur de 2017, Jérémie Izarn. Après sept années passées dans le jury, Michel Sarran annonce à l'été 2021 qu'il est évincé de l'émission où il est remplacé pour la saison 13 par le chef triplement étoilé Glenn Viel,,. À la suite de cela, il reçoit des dizaines de milliers de messages, et déclarera avoir « passé des années extraordinaires », que ce choix « a été un peu violent » mais qu'il n'a pas « de rancœur particulière ».
En février 2019, il apparait dans la série de TF1 Léo Matteï, Brigade des mineurs. Il y joue le rôle d'un proviseur d'une école de cuisine.
En avril 2020, il profite de sa visibilité médiatique pour interpeller le président de la République Emmanuel Macron sur les enjeux et les difficultés liés au secteur de la restauration dans le cadre du déconfinement à la suite de la crise sanitaire du Covid-19,.
En janvier 2022, il apparaît dans la série Ici tout commence sur TF1 où il joue son propre rôle,.
En août 2023, il participe à l'émission de télévision La Photo parfaite sur M6 dont il sort vainqueur. Il remporte 10 000 € pour l'association Le Baobab (qui vise à soutenir les enfants malades), et trois de ces photos finales sont publiées dans le National Geographic.
Le 26 septembre 2023, il devient le nouveau jury de La Meilleure Boulangerie de France dès la future saison 11, en compagnie de Bruno Cormerais et Noëmie Honiat en remplacement de Norbert Tarayre.

### Sport automobile
Fan de sport automobile, il a participé plusieurs fois au Trophée Andros (course auto sur glace 100% électrique) dans la catégorie des invités (Isola 2000, Stade de France, Serre Chevalier),. Il a également participé en 2016 aux Coupes de Pâques, épreuve disputée sur le circuit Paul Armagnac à Nogaro, sa ville natale.

## Apparence
Michel Sarran porte une veste noire, à l'inverse de beaucoup de cuisiniers professionnels (qui portent une veste blanche). Dans une interview au média Neo, il explique avoir vu un chef habillé en noir, puis, après avoir essayé une veste noire pour lui, il en commanda deux. Ces vestes sont alors arrivées le jour où il apprit qu'il obtenait sa deuxième étoile Michelin. Depuis, il est toujours habillé en noir.

## Décorations
- Chevalier de l'ordre national du Mérite (le 20 juin 2022)[44].
- Officier de l'ordre des Arts et des Lettres (le 23 mars 2017)[45].